# 亨利·霍林斯沃思
亨利·霍林斯沃思（英語：Henry Hollingsworth，1997年9月5日—），美国男子赛艇运动员，曾就读于布朗大学。他曾代表美国参加2024年夏季奥林匹克运动会赛艇比赛，获得男子八人单桨有舵手铜牌。